# Stułka piaskowa

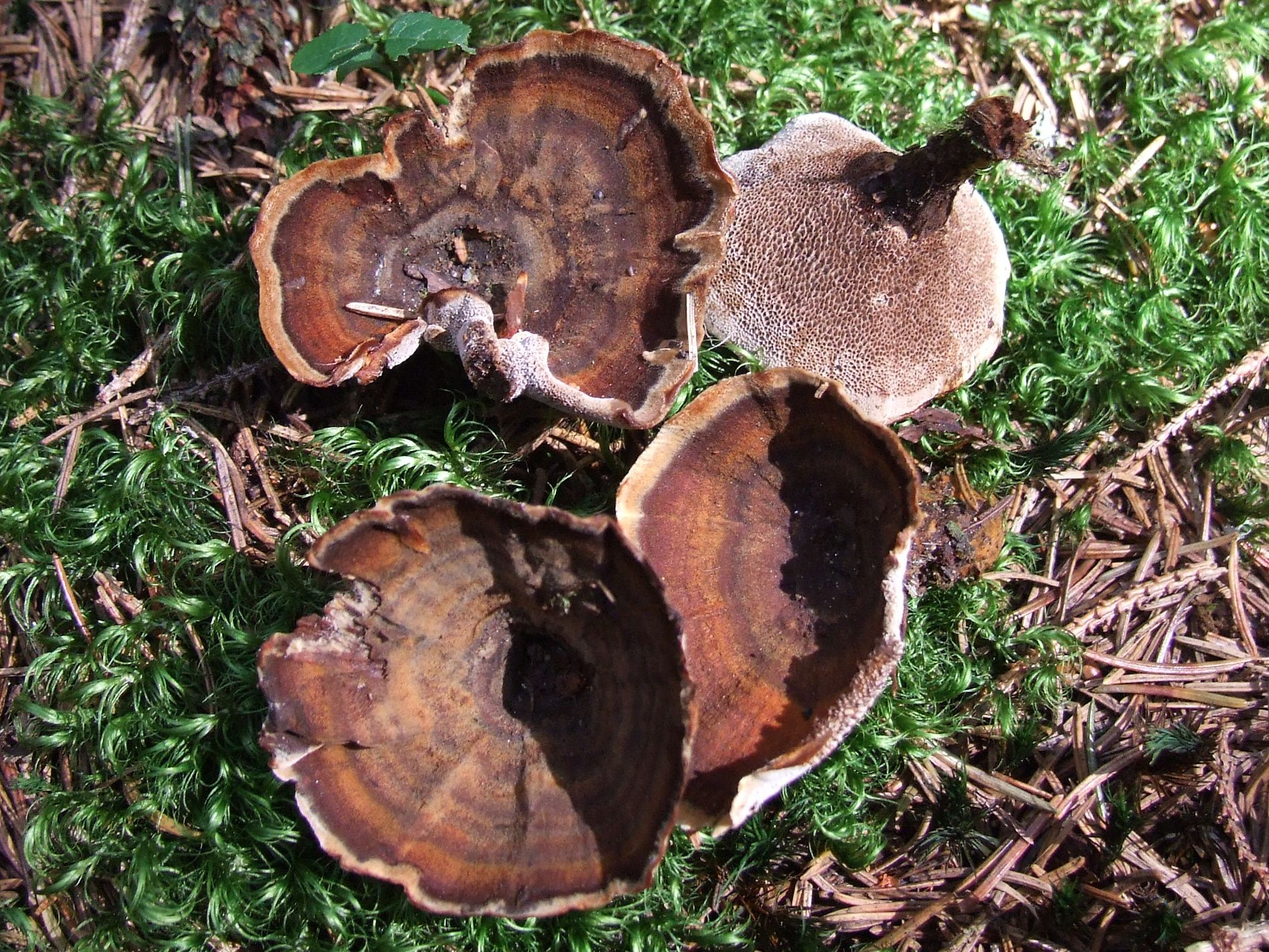
Stare owocniki

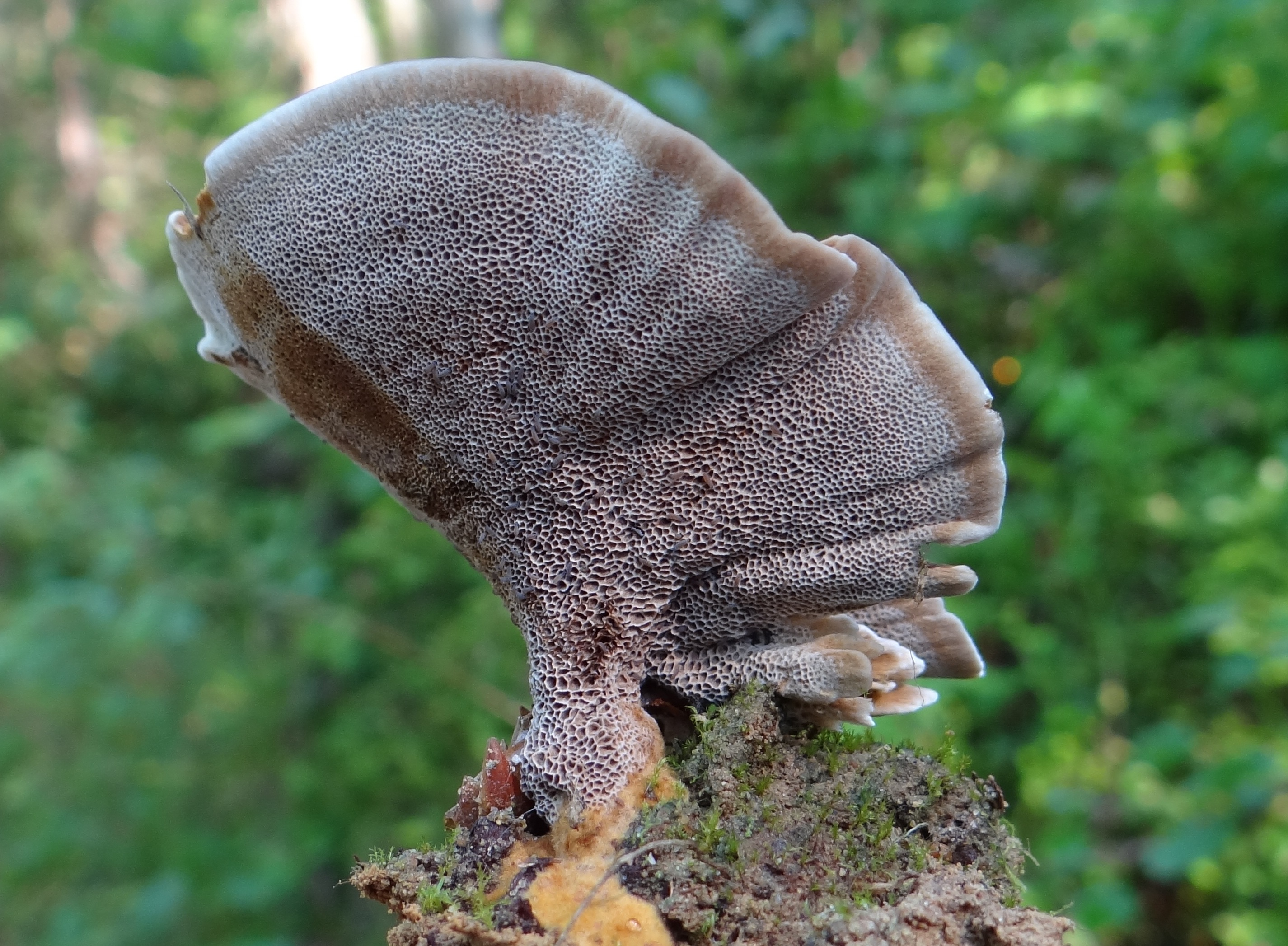
Hymenonofor

Stułka piaskowa (Coltricia perennis (L.) Murrill.) – gatunek grzybów z rodziny szczeciniakowatych (Hymenochaetaceae).

## Systematyka i nazewnictwo
Pozycja w klasyfikacji według Index Fungorum: Coltricia, Hymenochaetaceae, Hymenochaetales, Incertae sedis, Agaricomycetes, Agaricomycotina, Basidiomycota, Fungi.
Po raz pierwszy takson ten zdiagnozował w roku 1753 Karol Linneusz nadając mu nazwę Boletus perennis. Obecną, uznaną przez Index Fungorum nazwę nadał mu w roku 1903 William Alphonso Murrill, przenosząc go do rodzaju Coltricia.
Synonimów nazwy naukowej ma ponad 40.
Polską nazwę nadał Władysław Wojewoda w 2003 r. W polskim piśmiennictwie mykologicznym gatunek ten ma też inne nazwy: stułka trwała, huba trwała, hubka trwała, kieldet, stułka, żagiew trwała.

## Morfologia
Kapelusz
Średnica do 10 cm, lejkowaty i bardzo cienki. Kolor od żółtawobrązowego do szarobrązowego, powierzchnia aksamitna, wyraźnie strefowana, strefa przyrostu na brzegu kapelusza jaśniejsza, brzeg falisty.
Trzon
Wysokość 2–7 cm, grubość 0,5–1 cm, centralnie osadzony, walcowaty. Powierzchnia aksamitna, rdzawożółta.
Rurki
Rurki zbiegające nieco na trzon. Mają długość do 2 mm i są nieowłosione. Pory o średnicy 2–4 mm, na młodych owocnikach białawe, na starszych w kolorze od żółtobrązowego do szarobrązowego.
Miąższ
Elastyczny, korkowaty, bardzo cienki. Kolor białawy, zapach niewyczuwalny.
Cechy mikroskopowe
Występują dwa rodzaje strzępek: proste i słabo rozgałęzione. Mają rdzawo-brązową barwę i grubość 2–8 μm. Podstawki o rozmiarach 15–25 × 5–7 μm, zgrubiałe, z czterema sterygmami. Zarodniki o kształcie od elipsoidalnego do cylindrycznego, jasnobrązowe, gładkie, nieco dekstrynoidalne, o rozmiarach 6–9(-10) × 3,5–5(–5,5) μm

## Występowanie i siedlisko
Występuje na całej półkuli północnej, północna granica jej zasięgu sięga po Islandię i północny skraj Półwyspu Skandynawskiego. Na półkuli południowej podano występowanie tego gatunku tylko w Australii i na Nowej Zelandii. W Polsce jest pospolity.
Występuje w lasach iglastych i mieszanych, na glebach suchych i piaszczystych. Owocniki pojawiają się od lata do jesieni, często utrzymują się przez zimę do następnego roku. Związany jest z takimi gatunkami drzew, jak świerk pospolity, jodła pospolita i jałowiec pospolity. Dawniej był bardziej pospolity, obecnie jest rzadszy. Unika gleb wapiennych.

## Znaczenie
Grzyb mikoryzowy, niejadalny.

## Gatunki podobne
- stułka cynamonowa (Coltricia cinnamomea) – ma mniejszy kapelusz (do 5 cm), słabo strefowany i jest w Polsce bardzo rzadka[4].
- tzw. szczeciniak filcowaty (Onnia tomentosa) – ma niestrefowany, filcowaty kapelusz, a wewnątrz rurek ma szczecinki[5]
- tzw. szczeciniak świerkowy (Onnia circinata) – ma kapelusz siedzący, lub na bardzo krótkim i grubym trzonie, czasami boczny[4].